# Calkiní (kommun)
Calkiní är en kommun i Mexiko.   Den ligger i delstaten Campeche, i den östra delen av landet, 1 000 km öster om huvudstaden Mexico City. Antalet invånare är 49 850, år 2010.
Terrängen i Calkiní är platt.
Följande samhällen finns i Calkiní:
- Calkiní
- Becal
- Nunkiní
- Isla Arena
- San Agustín Chunhuás
- Xkakoch